# Jaritas, Chiapas
Jaritas är en ort i Mexiko.   Den ligger i kommunen Tapachula och delstaten Chiapas, i den sydöstra delen av landet, 900 km sydost om huvudstaden Mexico City. Jaritas ligger 26 meter över havet och antalet invånare är 211.
Terrängen runt Jaritas är platt. Runt Jaritas är det tätbefolkat, med 343 invånare per kvadratkilometer. Närmaste större samhälle är Tapachula, 18,4 km nordost om Jaritas. Trakten runt Jaritas består till största delen av jordbruksmark.